# Balasc
Balasc és una caseria i antic hostal de camí del terme d'Isona i Conca Dellà, pertanyent a l'antic terme de Benavent de Tremp. Està situat a cosa d'un quilòmetre al sud-oest de Benavent de la Conca, accessible per diversos camins que hi menen des del poble de Benavent de la Conca.
Està situada a 945,1 m. alt., en el mateix coster on es troba el poble esmentat i també l'antic poble de Gramenet, situat a ponent de Balasc.
Aquesta caseria està constituïda per un petit carrer de quatre cases posades en renglera, sense cases enfrontades, i les restes de les cavallerisses de l'antic Hostal de Balasc, concedit al Comú de Benavent el 1731 pel senyor del lloc, el Baró d'Orcau.